# Nomaua crinifrons
Nomaua crinifrons är en spindelart som först beskrevs av Arthur Urquhart 1891.  Nomaua crinifrons ingår i släktet Nomaua och familjen Synotaxidae. Inga underarter finns listade i Catalogue of Life.